# 필 러드
필 러드(Phil Rudd, 1954년 5월 19일 ~ )는 오스트레일리아의 드러머로, AC/DC의 일원이다.